# Thai Global Network
Thai Global Network, comunemente TGN, è un canale televisivo satellitare thailandese. È disponibile in 170 nazioni in 5 continenti e appartiene al Reale Esercito Thailandese.

## Programmazione
La sua programmazione è dedicata a programmi d'intrattenimento, notiziari, e programmi sulla vita e sulla cultura in Thailandia.